# Arne V. Schleschs Fond
Arne V. Schleschs Fond er den dansk, almennyttig fond, stiftet i 2013. 
Fonden er stiftet med midler givet i testamentarisk gave fra antikvitetssamler Arne V. Schlesch, der havde opbygget en formue som antikvitetshandler på Manhattan.

## Formål
Der ydes "støtte til kulturelle formål, herunder til uddannelse inden for det kulturelle område, samt til almennyttige og almenvelgørende formål."

## Bestyrelse
- Advokat Henrik Wedell-Wedellsborg (formand)
- Redaktør Bolette Bramsen
- Kunsthistoriker, mag.art. Bente Scavenius